# A Mi Shabba
A Mi Shabba é um álbum coletânea do artista de dancehall Shabba Ranks. O álbum contém faixas de sucesso de Shabba, como "Shine Eye Gal", "Ice Cream Love" e "Respect". Lançado por uma gravadora dos Estados Unidos da América, o álbum tem uma sonoridade com bastante influência do hip-hop sobre o reggae.
| Críticas profissionais                                                      | Críticas profissionais |
| Avaliações da crítica                                                       | Avaliações da crítica  |
| Fonte                                                                       | Avaliação              |
| --------------------------------------------------------------------------- | ---------------------- |
| All Music Guide                                                             | [ 1 ]                  |
| Esta tabela precisa de ser acompanhada por texto em prosa. Consulte o guia. |                        |

## Faixas do Álbum
1. "Ram Dancehall" - 4:10
2. "Shine Eye Gal (com Mykal Rose)" - 4:25
3. "Spoil Mi Appetite" - 3:41
4. "Well Done" - 3:43
5. "Fattie Fattie" (com Leroy Sibbles) - 4:05
6. "Rough Life" - 4:00
7. "Let's Get It On" - 5:18
8. "Ice Cream Love" (com Patra) - 4:25
9. "High Seat" - 4:18
10. "Gal Nuh Ready" - 3:52
11. "Medal and Certificate" - 4:12
12. "Original Woman" - 3:58
13. "Go Shabba Go" (com Chuck Berry) - 4:00